# بقايا مستعر أعظم

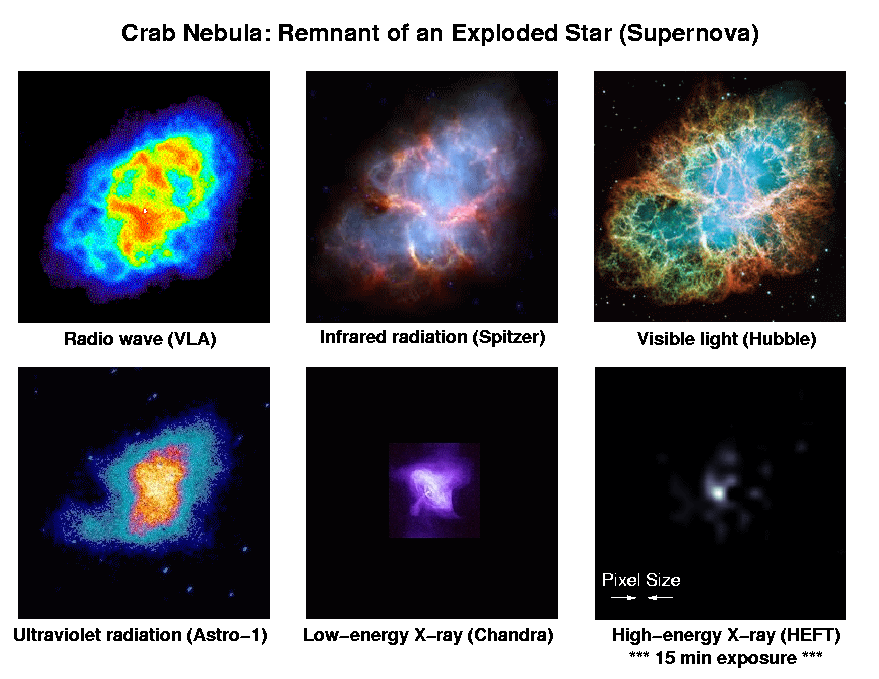
سديم السرطان كمخلفات نجم منفجر.الصور للضوء المرئي، وصور لأشعة أكس ذات أطوال موجة مختلفة تدل على شدة ارتفاع درجة حرارة المصدر، إلتقطتها تلسكوبات مختلفة، كل منها يرى حيز ضيق من أشعة إكس.

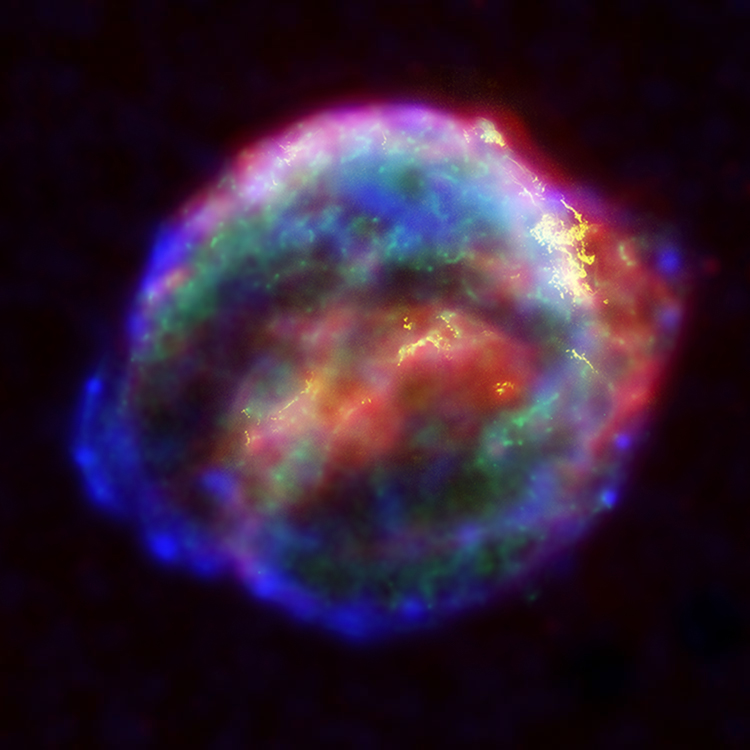
صورة بألوان كاذبة لبقايا مستعر "كبلر" الأعظم (م أ 1604).

عندما يستهلك نجم كبير كل مالديه من وقود الهيدروجين ينفجر الغلاف الخارجي للنجم على هيئة مستعر أعظم حيث تتبعثر مادة النجم في الفضاء مُكونة سحابة هائلة من البلازما، وينهار قلب النجم نحو مركزه ويتحول إلى نجم نيوتروني أو ثقب أسود. وهناك أمران يتسببان في ذلك: إما أن تكون كتلة النجم أكثر من 8أضعاف كتلة شمسية - حين ينتهي الاندماج النووي فيه فجأة بسبب نفاذ الهيدروجين وتتغلب قوة الجاذبية فينهار النجم ثقالياً. وما بأن يلتقط قزم أبيض مادة إضافية من إحدى النجوم المجاورة إلى أن يصل إلى كتلة نجمية حرجة فيخضع لانفجار نووي حراري.
يؤدي انفجار المستعر الأعظم إلى قذف معظم أو كل المادة النجمية بسرعة تبلغ أكثر من 1% من سرعة الضوء، أي بسرعة 3000 كيلومتر في الثانية ً. وحين تحتك هذه المادة بالغاز والغبار الكوني الواقع بين النجوم، ترتفع حرارة الغبار إلى ما يزيد عن عشرة ملايين كلفن مِمَّا يتسبب في تكون البلازما في المنطقة حول الانفجار.
ربما واحد من أشهر بقايا المستعر الأعظم الحديثة العهد هو مستعر أعظم 1987 أي الذي حدث في سحابة ماجلان الكبرى والذي شوهد في عام 1987م. كذلك نستطيع مشاهدة البقايا القديمة الناتجة عن المستعر الأعظم «كيبلر» (م أ 1604) والمستعر «تايكو» (م أ 1572).

## موجز المراحل

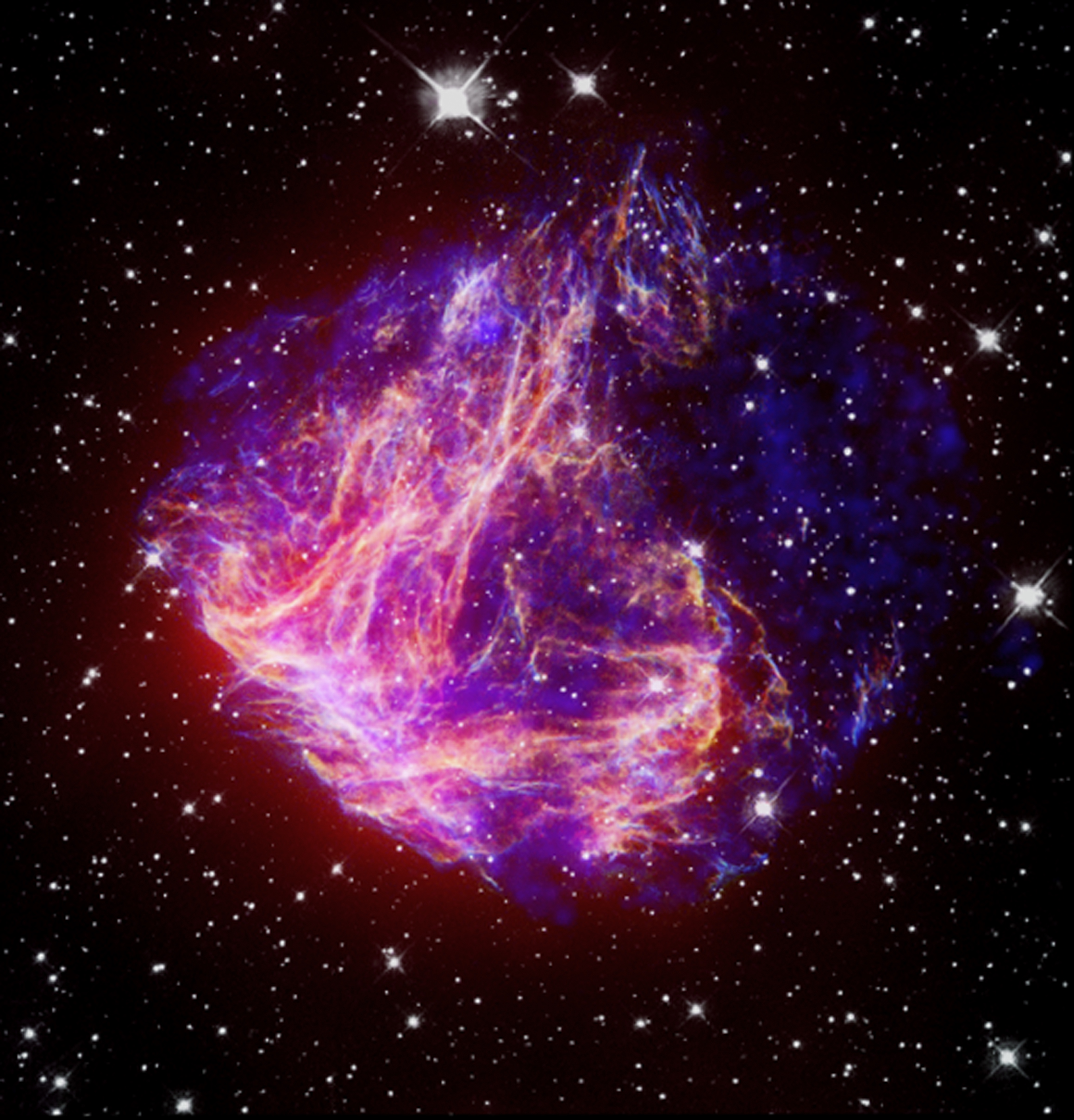
بقايا المستعر الأعظم N49 في سحابة ماجلان الكبرى. صورة مكونة من عدة أطوال للموجة.

تمر بقايا المستعر الأعظم بعدة مراحل خلال الانفجار وبعده:
1. تنقذف المادة النجمية بسرعة هائلة تصل إلى 3000 كيلومتر في الثانية،
2. تسبب ارتفاعاً هائلاً في درجة الحرارة حول النجم ربما يصل إلى 10 ملايين كلفن بسبب احتكاكها بالغبار الكوني والغاز الموجود بين النجوم،
3. بعد أن تبرد هذه المواد يتكون ما هو أشبه بقوقعة حول موقع النجم القديم، وتكون مُكونة من الغازات وبقايا مادة النجم وتكون ذات كثافة عالية نسبيا، ولكن الحرارة داخلها تكون مرتفعة قليلاً حيث تصل إلى بضعة ملايين كلفن.
4. ثم تبدأ درجة الحرارة في الانخفاض داخل القوقعة وتزيد كثافته ويقل الضوء الصادر من القوقعة،
5. يتحول قلب النجم المنفجر إلى نجم نيوتروني أو ثقب أسود، وتنتشر القوقعة وتتفكك تدريجيا وتنطلق المادة سابحة في الفضاء.

## مصدر الأشعة الكونية
تعتبر بقايا المستعرات العظمى هو مصادر الأشعة الكونية المجرية.
ويرجع الربط بين الاشعة الكونية التي نقيسها على الأرض بالمستعرات العظمى إل العالم الفلكي والتر باده وفريتز زفيكي في عام 1934. وافترض العالمان الروسيان: «فيتالي جينزبورج» و«سرجيي سيروفاتسكي» في عام 1964 أنه إذا وصل تسريع الاشعة الكونية (وهي جسيمات مشحونة مثل البروتونات) إلى نحو 10 % في بقايا المستعرات فإنها تعوض عن الفقد في الأشعة الكونية للمجرة. ويدعم هذا الافتراض آلية خاصة تسمى «تسريع موجة تصادمية» تعود فكرته إلى إنريكو فيرمي، وهي لا تزال مرحلة التطوير.
وقد اقترح فيرمي نموذجا للتسريع الأشعة الكونية عام 1949 عن طريق اصتدامات جسيمات بسحب مغناطيسية في وسط بين نجمي  تسمى تلك العملية «آلية فيرمي من الدرجة الثانية» وتزيد من سرعة الجسيمات عن طريق التصادمات الرأسية فتحدث استمرارا في اكتساب طاقة. كما افترض نموذجا آخرا لإنتاج تسريع فيرمي ينتج عن موجة تصادمية شديدة القوة تتحرك في الفضاء، وقد عرف هذا النموذج: «ألية فيرمي من الدرجة الأولى».
قد تنتج بقايا المستعرات العظمى موجات تصادمية عالية الطاقة بحيث تكون كافية لإكساب جسيمات الأشعة الكونية تلك الطاقات العالية. وقد بين الرصد الفلكي لبقاليا المستعر مستعر أعظم 1006 في نطاق اشعة إكس من الطيف أن إشعاع سنكروتروني بأنها تدل على كونها مصدرا للأشعة الكونية. However, for energies higher than about 1015 eV a different mechanism is required as supernova remnants cannot provide sufficient energy.

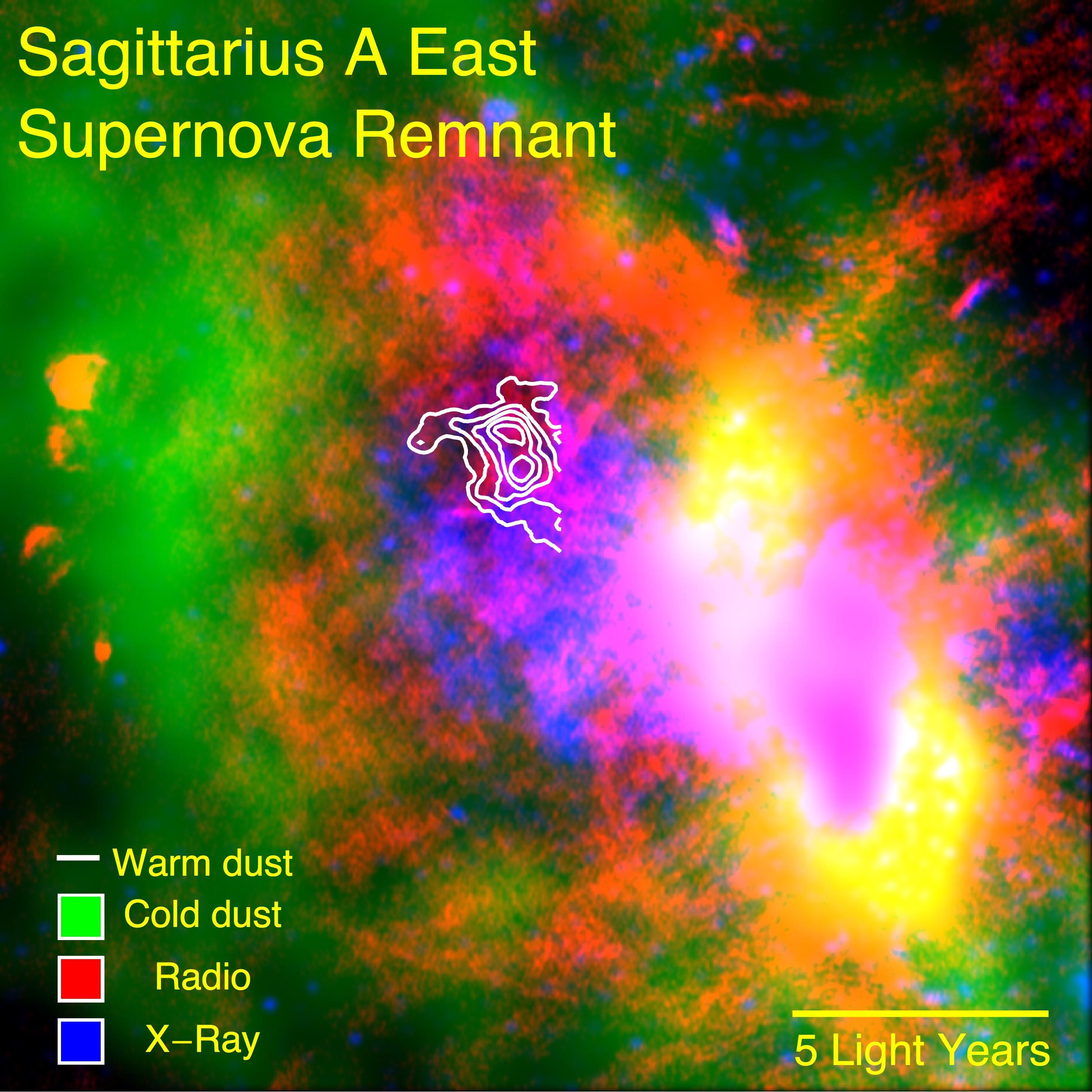
بقايا مستعر أعظم ينتج مواد تشكل الكواكب

ولا تزال المسألة غير محلولة تماما عما إذا كانت بقايا المستعرات العظمى هي بالفعل مصدر الاشعة الكونية التي تصل إلى طاقة بالغة العلو قد يبلغ بنتا إلكترون فولت. وربما ساعد تلسكوب المستقبل CTA في حل تلك المسألة.

## اقرأ أيضا
- الكوثل أ
- ذات الكرسي A
- بقايا مستعر الشراع الأعظم
- بقايا مستعر أعظم
- مستعر أعظم SN 2016gkg
- قائمة بقايا المستعرات العظيمة
- المستعر الأعظم 1987 أي
- انفجار أشعة غاما 970508
- مستعر
- مستعر أعظم II
- انفجار أشعة غاما 090423
- قوس الدجاجة